# Maximo Ibarra
Maximo Ibarra (Cali, 13 dicembre 1968) è un dirigente d'azienda italiano.
È stato amministratore delegato di Wind, e poi di Wind Tre. È stato AD di KPN fino al 30 settembre 2019, poi il 1º ottobre 2019 viene nominato AD di Sky Italia, ruolo che ricopre fino al 30 giugno 2021. Dal 1º ottobre 2021 è stato AD di Engineering Ingegneria Informatica, ruolo che ha ricoperto fino al 30 aprile 2025.

## Biografia

### Gli studi
Nato a Cali (Colombia), Maximo Ibarra si è laureato nel 1992 in Scienze politiche, indirizzo politico-economico, presso la facoltà di Scienze politiche dell'Università degli Studi di Roma "La Sapienza".
Nel 1994 ha conseguito un Master in Business Administration presso la STOA', Istituto di Studi per la Direzione e Gestione di Impresa, e successivamente un Master in Marketing delle Telecomunicazioni presso l'Insead di Parigi.
Ha inoltre frequentato un corso di General Management alla London Business School e l'Executive Program alla Singularity University nella Silicon Valley.

### La carriera
Ha iniziato la sua carriera nel 1994 lavorando per due anni in TIM come analista marketing.
Successivamente, nel 1996, è entrato in Omnitel arrivando alla guida del Marketing Consumer, incarico che ha ricoperto per due anni.
Ha in seguito ricoperto il ruolo di Direttore Commerciale Italia in DHL.
Nel 2001 è diventato vice presidente strategie di sviluppo aziendale della Business Unit Servizi di Fiat.
Nel 2003 entra in Benetton Group con il ruolo di vice presidente marketing e comunicazione.
Nel 2004 approda in Wind come direttore marketing nel settore della telefonia mobile. Nel 2009 diventa Direttore della Business Unit Mobile Consumer e, successivamente, Direttore della Business Unit Fixed and Mobile Consumer.  L'11 maggio 2012 è nominato amministratore delegato e direttore generale. 
Nel novembre 2016 diventa amministratore delegato della joint venture paritetica fra CK Hutchison Holdings e VimpelCom per la fusione delle rispettive società controllate, 3 Italia e Wind, la quale assume la denominazione Wind Tre a partire dal 31 dicembre 2016. Con questa operazione Ibarra fa parte del consiglio di amministrazione di VimpelCom.
Ibarra svolge anche attività accademica e dal 2005 è titolare della cattedra di Digital Marketing presso l'Università Libera università internazionale degli studi sociali Guido Carli (Luiss) di Roma.
Il 23 giugno 2017 esce da Wind Tre dopo aver completato con successo la prima fase dell’integrazione.
Ad ottobre del 2017 Ibarra assume la Direzione del Master in Innovation e Digital Ecosystem presso la Luiss a Roma e viene inoltre nominato Amministratore Delegato designato di KPN, importante società in ambito telecomunicazioni nei Paesi Bassi.
Il 18 aprile 2018, dopo aver collaborato per alcuni mesi come consulente, Ibarra diventa ufficialmente AD di KPN.
Nel mese di giugno del 2019, Ibarra annuncia le sue dimissioni presso KPN, rimanendo in carica fino al 30 settembre.
Il 1º ottobre 2019 diventa amministratore delegato di Sky Italia.
Il 30 giugno 2021 si dimette dall'incarico e, come annunciato il 20 aprile dello stesso anno, assume lo stesso ruolo presso Engineering Ingegneria Informatica, succeduto da Andrea Duilio in Sky Italia a partire dal 6 settembre 2021.